# Simone Sello
Simone Sello (Roma, 4 luglio 1968) è un chitarrista, produttore discografico, compositore regista e giornalista musicale italiano.
Come musicista, ha collaborato con Disney, Hannah Montana, Vasco Rossi, Michele Zarrillo, l'orchestra del Festival di Sanremo, Billy Sheehan, Warren Cuccurullo, Aaron Carter e Chicanery. Come giornalista, per le riviste Chitarre, Strumenti Musicali, Accordo e Ganzo. Sello ha anche scritto e prodotto musica per film e TV.
Le attività musicali di Sello si estendono dall'Italia agli USA. In Italia ha suonato con artisti di fama nazionale ed internazionale in registrazioni, spettacoli dal vivo, e televisivi. Negli USA, ha continuato a fare altrettanto, espandendo le sue attività nei campi di produttore musicale, programmatore e tecnico del suono. Sello ha prodotto musica legata agli show Hannah Montana e High School Musical 3: Senior Year, di rilevanza internazionale.

## Biografia
La sua formazione musicale si basa su studi classici di violino, e sull'apprendimento della chitarra osservando il padre suonare a casa, ma nonostante la sua carriera di chitarrista, non ha mai preso una lezione di chitarra.
Le sue influenze includono compositori e strumentisti classici e jazz.
Inizia la carriera professionale di chitarrista a Roma, con la registrazione del brano The Fighter con il suo gruppo Waterfall, per la compilation Metal Attack (RCA 1987).
 Dopodiché viene chiamato a suonare con i cantanti pop Renato Zero, Tullio De Piscopo, Nino Buonocore e Michele Zarrillo, e in diversi show televisivi nazionali.
Dal 1994 al 1997 lavora con l'orchestra del Festival di Sanremo, dove ha occasione di suonare con diversi artisti internazionali presenti in qualità di ospiti al Festival. Durante quel periodo, arrangia la canzone Non ci sto che porta la cantante Syria a vincere il Festival di Sanremo stesso, nella categoria "Nuove Proposte", nel 1996.

### Primi anni e la collaborazione con la Disney
Nel frattempo, comincia a scrivere articoli per la rivista musicale Chitarre, trattando di analisi di musicisti rock, pop e jazz. In seguito, occasionalmente su Strumenti Musicali e - tempo dopo - sulle riviste web Accordo e Ganzo.
Incoraggiato dall'interesse espresso da giovani musicisti verso i suoi articoli, decide di pubblicare due video didattici sulla chitarra: Tecniche e segreti della chitarra elettrica dalla A alla Z (1996) e La chitarra rock - il fraseggio e l`improvvisazione (1997).
Nel 1997 si trasferisce a Los Angeles, dove continua a seguire le carriere di musicista e giornalista. Grazie ad una segnalazione del chitarrista Steve Vai, incontra il bassista Billy Sheehan, con cui inizia una lunga collaborazione. Dopo aver suonato e programmato i primi due album solisti di Billy (Compression nel 2001 - che include Steve Vai ed il batterista Terry Bozzio - e Cosmic Troubadour nel 2005) produce il suo terzo disco Holy Cow! (2008). Nel frattempo collabora per tre anni con Aaron Carter, apparendo anche in diversi show televisivi.
Nel 2000, attraverso il produttore Marco Marinangeli, Sello inizia una serie di collaborazioni con la Disney, che includono registrazioni, programmazioni e produzione. Suona su sei dischi compilation, e lavora ad una serie di spot pubblicitari per Disney Mobile sul mercato giapponese, che hanno come protagonista Hilary Duff. Sello è anche coinvolto in tre album basati sulla serie televisiva Hannah Montana, con Miley Cyrus come protagonista, che va in onda in USA dal 2006 al 2011. Nel 2006 e 2007 suona su due album, e nel 2008 co-produce i remix dell'album Hits Remixed, che raggiunge il quarto posto nella classifica Top Kid Audio ed il centotreesimo in quella di Billboard 200. Sello lavora anche ad un remix del brano Now or Never da High School Musical 3: Senior Year. High School Musical 3: Senior Year incassa $252 000 000 nel mondo, di cui $12 000 000 in Italia. Now or Never entra nelle classifiche di vendita internazionali, raggiungendo al suo picco il diciottesimo posto in Danimarca.

### Gli anni successivi e le collaborazioni
Dopo l'incontro con il chitarrista Warren Cuccurullo, produce il CD di debutto della band di alternative rock surreale Chicanery (dPulse 2010) ai RedRum Studios.
Nell'album Simone Sello suona anche basso, chitarra, violino e sintetizzatori; tra gli altri musicisti presenti nell'album troviamo il cantante Neil Carlill ed il batterista Terry Bozzio. In quel periodo produce anche il CD di Warren intitolato Playing in Tongues (2009 Edel Records Europe - Zappa Records USA), ed il concept album N'Liten Up.
Nel 2008 inizia a lavorare con la rockstar italiana Vasco Rossi, con cui appare nel videoclip Il mondo che vorrei (2008) e nel documentario Quello che non si potrebbe (2008). È accreditato come backing vocalist nel brano Gioca Con Me, dove suona il chitarrista Slash. In seguito lavora al CD Tracks 2 - Inediti & rarità (2009), come programmatore della hit song Sto Pensando A Te e chitarrista solista su Ho Fatto Un Sogno; nel 2011, Vasco Rossi pubblica un nuovo album Vivere o niente, che include Simone Sello alla chitarra, tastiere e programmazione su diversi brani, e contiene una canzone scritta da lui insieme a Vasco e Saverio Principini, chiamata Manifesto futurista della nuova umanità.
Nel 2011 Simone scrive e produce Coming To Life, il primo CD della giovane cantante pop americana Amber Lily, la cui canzone I`m Into It viene usata nel film Christmas Cupid (2010); con i brani "2 2 2 L 8 (too too too late)" e Next To You Amber partecipa all'evento televisivo Disney`s Next Big Thing nel 2010.
Nel 2013 Vasco Rossi pubblica altri due singoli: sul primo L'uomo più semplice Simone Sello collabora come chitarrista, tastierista e programmatore; il secondo Cambia-menti lo vede come chitarrista e co-compositore della parte musicale. Nell'album successivo "Sono Innocente", riappare come coautore, in "Lo Vedi", e come chitarrista, in "L'Ape Regina" e "Marta Piange Ancora".
Nel 2014, suona le chitarre elettriche nell'album di debutto di Suor Cristina, vincitrice della seconda edizione di The Voice Of Italy, insieme ad altri musicisti della scena di Los Angeles, quali il batterista Vinnie Colaiuta ed il chitarrista Tim Pierce.
Il 1 Gennaio 2021, Vasco Rossi pubblica il singolo Una Canzone D’Amore Buttata Via, che contiene un assolo di chitarra di Simone Sello.
A novembre il brano riappare nell'album "Siamo Qui" in cui Simone partecipa alla composizione di "Prendiamo il Volo" e "Patto con Riscatto".
L'8 marzo 2024, in occasione della Festa della Donna, Vasco Rossi presenta la canzone "Libera e se mi va" da lui scritta per la cantante Denise Faro e prodotta insieme a Simone Sello.

## Musica per immagini - immagini per musica
Nel 1982 prende parte al pezzo "Incinerator" di Richard Benson per la colonna sonora del film L'inceneritore rimasto inedito fino al 2020. Nel 2004 Simone compone parte della colonna sonora di The Youngest Guns, e nel 2005 quella di un cortometraggio intitolato 4 and 1/4, insieme ad Alex Alessandroni Jr.
Con Saverio Principini, compone la musica del documentario Una su Tre (2011), e nel 2012 ha contribuito alla colonna sonora del documentario Iceberg Slim: Portrait of a Pimp, diretto da Jorge Hinojosa e prodotto da Ice-T.
Nel 2018 produce e dirige il cortometraggio sperimentale Organum Mathematicum, che consiste in una sequenza ininterrotta di 6 video costruiti su altrettanti brani musicali elettronici originali. Il progetto vince il premio "Outstanding Achievement Award" al festival "Cult Critic Movie Awards" e riceve una menzione speciale dal Festigious Film Festival.
Nel 2023 ha pubblicatoThe Storyteller's Project, un EP di 5 brani sincronizzati ad altrettanti video, e lo ha suonato dal vivo in Giappone, Los Angeles ed in Italia.  
Le performance più recenti includono anche materiale da Paparazzi, Izakayas and Cowboys, un progetto di prossima pubblicazione ispirato al genere Spaghetti Western, insieme ad elementi sperimentali, rock, di musica giapponese, blues ed elettronica. 

## Produzione e songwriting
Come SimoneX, ottiene la licenza d'uso del brano Lines of Change nel film Two Lovers (2008) e con Mafia Bianca Llc quella di I Am Changing, co-scritta con Steven E. Heinstein, nel film La fontana dell'amore (2010 Touchstone Pictures) e nel relativo CD della colonna sonora. Un'altra delle loro canzoni I Know I am Broken è contenuta nell'episodio Where`s Kaylie della serie televisiva Make It or Break It (2009).

## Discografia

### Compilation
Album
| Anno | Artista   | Album        | Etichetta | Qualifica                                  |
| ---- | --------- | ------------ | --------- | ------------------------------------------ |
| 1987 | Waterfall | Metal Attack | RCA       | L'album include The Fighter dei Waterfall. |

### Solo
Album
| Anno | Artista | Album       | Etichetta           | Qualifica                                           |
| ---- | ------- | ----------- | ------------------- | --------------------------------------------------- |
| 2000 | SimoneX | Sample This | Compression Records | co-produttore, programmatore, cantante, chitarrista |

### Come produttore, compositore, programmatore, fonico, arrangiatore o chitarrista in album di altri artisti
| Anno            | Artista                                   | Album                                              | Etichetta           | Qualifica                                                              |
| --------------- | ----------------------------------------- | -------------------------------------------------- | ------------------- | ---------------------------------------------------------------------- |
| 1990            | Kaoma Do Brasil                           | Lambada                                            |                     | chitarrista                                                            |
| 1993            | Lorella Cuccarini                         | Voci                                               | RTI                 | chitarrista                                                            |
| 1994            | Michele Zarrillo                          | Come uomo tra gli uomini                           | Sony BMG            | chitarrista                                                            |
| 1995            | Lorella Cuccarini                         | Voglia di fare                                     | RTI                 | chitarrista                                                            |
| 1995            | Baraonna                                  | Baraonna                                           | Rossodisera Records | chitarrista                                                            |
| 1995            | Enrico Sognato                            | Scambierei figurine con chiunque                   | It                  | chitarrista                                                            |
| 1995            | Rottura                                   | Esorcismo Contro Satana E Gli Angeli Ribelli (12") |                     | chitarrista                                                            |
| 1996            | Michele Zarrillo                          | L'elefante e la farfalla                           | RTI                 | chitarrista                                                            |
| 1996            | Syria                                     | Non ci sto                                         | Sony                | arrangiatore, chitarrista                                              |
| 1996            | Neri per Caso                             | Strumenti                                          | Easy Records Italia | chitarrista                                                            |
| 1997            | Syria                                     | L'angelo                                           | RTI                 | chitarrista                                                            |
| 1998            | Myriam Hernandez                          | Todo El Amor                                       | Sony                | chitarrista                                                            |
| 1998            | Albano Carrisi                            | Il Nuovo Concerto                                  |                     | chitarrista                                                            |
| 1998            | Davide Pettirossi                         | Grandi Spazi                                       |                     | chitarrista                                                            |
| 1998            | Cartoon Boyfriend                         | Baby 2000                                          |                     | produttore, programmatore                                              |
| 1998            | Handel                                    | Blood mix EP                                       |                     | produttore                                                             |
| 1998            | Marina Rei                                | Anime belle                                        | Virgin Records/EMI  | chitarrista                                                            |
| 1999            | Marina Rei                                | Un inverno da baciare                              | Virgin Records      | chitarrista                                                            |
| 1999            | Artisti Vari                              | Baila Habibi Vol. 1                                | Sony                | programmatore                                                          |
| 2000            | Neri per Caso                             | Angelo blu                                         | EMI                 | chitarrista                                                            |
| 2000            | Cartoon Boyfriend                         | Nipples                                            | Drool Records       | chitarrista, programmatore                                             |
| 2000            | Artisti Vari                              | La Vida Mickey                                     | Disney              | chitarrista                                                            |
| 2000            | Ru Paul                                   | Queer Duck dance remix                             | ICEBOX              | produttore                                                             |
| 2001            | Artisti Vari                              | Mickey's Dance Party                               | Disney              | chitarrista                                                            |
| 2001            | Billy Sheehan                             | Compression                                        | Favored Nations     | tastierista, programmatore                                             |
| 2001            | Billy Sheehan                             | Caroline                                           | Zain Japan          | tastierista, programmatore                                             |
| 2002            | Artisti Vari                              | Pop Dreamers                                       | Disney              | chitarrista                                                            |
| 2002            | Aaron Carter                              | Aaron's Party live DVD                             | Jive                | chitarrista                                                            |
| 2003            | Artisti Vari                              | Superstar Kidz Vol. 1                              | Disney              | chitarrista                                                            |
| 2004            | Artisti Vari                              | Superstar Kidz Vol. 2                              | Disney              | chitarrista                                                            |
| 2004            | Billy Sheehan                             | Cosmic Troubadour                                  | Favored Nations     | chitarrista, tastierista, programmatore                                |
| 2005            | Robbie Wyckoff                            | Lose Control                                       | Compression         | chitarrista                                                            |
| 2006            | Snatam Kaur                               | Anand                                              | Spirit Voyage       | chitarrista                                                            |
| 2006            | Tre Lux                                   | A Strange Gathering                                | Cleopatra           | chitarrista                                                            |
| 2006            | Hannah Montana                            | Hannah Montana 1 - Songs from the Hit TV series    | Disney              | chitarrista                                                            |
| 2007            | Sat Hari Singh                            | Singh                                              |                     | chitarrista                                                            |
| 2007            | Artisti Vari                              | Swashbuckling Sea Songs                            | Disney              | chitarrista                                                            |
| 2007            | Devil`s Slingshot                         | Clinophobia                                        | Mri Associated      | tecnico del suono                                                      |
| 2007            | Sat Kartar                                | Listen                                             | Spirit Voyage       | chitarrista                                                            |
| 2007            | Artisti Vari                              | Cantemos El ABC                                    | Fisher-Price        | chitarrista, tastierista, programmatore, produttore                    |
| 2007            | Kaiulani Kimbrell                         | Break Open                                         | CDBY                | chitarrista                                                            |
| 2007            | Sat Hari Singh                            | Servant Of The Earth                               |                     | chitarrista                                                            |
| 2007            | Hannah Montana                            | Hannah Montana 2 - Meet Miley Cyrus                | Disney              | chitarrista                                                            |
| 2008            | Amana Melomè                              | Indigo Red                                         | Savana              | chitarrista                                                            |
| 2008            | Vasco Rossi                               | Il mondo che vorrei                                | EMI                 | chitarrista                                                            |
| 2008            | Artisti Vari                              | ABC Daytime Love Affair                            | Buena Vista         | chitarrista                                                            |
| 2008            | Snatam Kaur                               | Joy Is Now                                         | Spirit Voyage       | chitarrista                                                            |
| 2008            | Hannah Montana                            | Hits Remixed                                       | Disney, EMI         | produttore                                                             |
| 2008            | Billy Sheehan                             | Holy Cow!                                          | Mascot Records      | chitarrista, tastierista, programmatore, produttore                    |
| 2009            | Warren Cuccurullo                         | Playing In Tongues                                 | Edel, Zappa         | chitarrista, tastierista, programmatore, produttore                    |
| 2009            | Snatam Kaur                               | Liberation`s Door                                  | Spirit Voyage       | chitarrista                                                            |
| 2009            | Vasco Rossi                               | Tracks 2 - Inediti & rarità                        | EMI                 | chitarrista                                                            |
| 2010            | Tiromancino                               | L`Essenziale                                       |                     | chitarrista                                                            |
| 2010            | Snatam Kaur                               | Sacred Chants                                      | Sounds True         | chitarrista                                                            |
| 2010            | Chicanery                                 | Chicanery                                          | dPulse              | chitarrista, tastierista, violinista, programmatore, produttore        |
| 2010            | Mafia Bianca Llc                          | I Am Changing                                      | Chime Entertainment | chitarrista, tastierista, programmatore, tecnico del suono, produttore |
| 2011            | Vasco Rossi                               | Vivere o niente                                    | EMI                 | chitarrista, programmatore, compositore                                |
| 2011            | Amber Lily                                | Coming to Life                                     | Island Def Jam      | chitarrista, tastierista, programmatore, tecnico del suono, produttore |
| 2012            | Artisti Vari                              | Disney Jingle Bell Fun                             | Walt Disney Records | chitarrista, bassista, arrangiatore                                    |
| 2013            | Vasco Rossi                               | L`Uomo Più Semplice                                | EMI                 | chitarrista, tastierista, programmatore                                |
| 2013            | Vasco Rossi                               | Cambia-menti                                       | Universal           | compositore                                                            |
| 2014            | Vasco Rossi                               | Sono innocente                                     | Universal           | chitarrista, tastierista, compositore                                  |
| 2014            | Maya Angelou                              | Caged Bird Songs                                   | Smooch Records      | chitarrista, bassista                                                  |
| Sister Cristina | Sister Cristina                           | Universal                                          | chitarrista         |                                                                        |
| 2016            | Vasco Rossi                               | VascoNonStop                                       | Universal           | chitarrista, tastierista, programmatore, compositore                   |
| 2016            | Vasco Rossi                               | Tutto in una notte - Live Kom 015                  | Universal           | compositore                                                            |
| 2017            | Sons of Apollo                            | Psychotic Symphony                                 |                     | tecnico del suono                                                      |
| 2018            | Artisti Vari                              | Guitare...Mon Amour                                | Terre Sommerse      | chitarrista                                                            |
| 2018            | Ron Carter, Airto Moreira & Peter Erskine | Sides of: Jazz                                     | Hugeous Mass Media  | chitarrista, compositore                                               |
| 2021            | Vasco Rossi                               | Una Canzone D’Amore Buttata Via                    | Universal           | chitarrista solista                                                    |

## Colonne sonore

### Per i film
- The Youngest Guns (2004), colonna sonora eseguita da Simone Sello - compositore
- 4 1/4 (2005 Posh Films), colonna sonora eseguita da Simone Sello e Alex Alessandroni, jr. - compositore
- Vasco - Quello che non si potrebbe (2008 Wonderland Entertainment) membro del cast
- Two Lovers (2008 Magnolia Pictures) Lines of Change, eseguita da SimoneX - scrittore
- La fontana dell'amore (2010 Touchstone Pictures) I am Changing eseguita da Mafia Bianca, LLC - co-scrittore
- Una su Tre (2011 Cinerentola), colonna sonora eseguita da Simone Sello - compositore
- Iceberg Slim: Portrait of a Pimp (2012 Ice-T), colonna sonora eseguita da Simone Sello - compositore
- Organum Mathematicum (2018), regia di Simone Sello - regista e compositore

### Per la televisione
- Festival di Sanremo Rai 1 1994-1997 chitarrista
- Make It or Break It ABC Family serie TV 2009 Stagione 1, Episodio 9 Where's Kaylie? I Know I'm Broken produttore/compositore
- Christmas Cupid TV film 2010 I'm Into It produttore/compositore